# Dirce Reis
Dirce Reis é um município brasileiro do estado de São Paulo. A cidade tem uma população de 1.641 habitantes (IBGE/2024).

## História
Fundação por: Dr. Raphael Cavalin.
As primeiras referências sobre o município de Dirce Reis são de 1950, quando Paschoal Bernardo desmembrou sua fazenda em lotes, e o Dr. Raphael Cavalin adquiriu um dos lotes e, fundou um pequeno povoado que recebeu o nome de Dirce, em homenagem a uma das suas filhas, e Reis porque a data de fundação coincidiu com o dia dos Santos Reis, 6 de janeiro.
Passou a distrito em 28 de fevereiro de 1964, com sede no povoado do mesmo nome e em terras desmembradas do município de São Francisco. Apenas em 9 de janeiro de 1990 obteve autonomia político-administrativa, tornando-se município.

## Geografia
Localiza-se a uma latitude 20º27'58" sul e a uma longitude 50º36'22" oeste, estando a uma altitude de 402 metros.

### Hidrografia
- Rio São José dos Dourados
- Ribeirão Marimbondo
- Córrego da Mamangava
- Córrego Buriti

### Rodovias
- SP-463
- SP-563
- SP-320
- Vicinal Vitório Prandi / Raphael Cavalin

## Demografia

### População
| Crescimento populacional                             | Crescimento populacional | Crescimento populacional | Crescimento populacional |
| Ano                                                  | População Total          |                          | %±                       |
| ---------------------------------------------------- | ------------------------ | ------------------------ | ------------------------ |
| 2000                                                 | 1 623                    |                          | —                        |
| 2010                                                 | 1 689                    |                          | 4,1%                     |
| 2022                                                 | 1 620                    |                          | −4,1%                    |
| Est. 2024                                            | 1 641                    | [ 7 ]                    | 1,3%                     |
| Fontes: Censos Demográficos IBGE e Estimativas SEADE |                          |                          |                          |

### Dados demográficos
Dados do Censo - 2010
População Total: 1.689
- Urbana: 1.279
- Rural: 410
- Homens: 875[12]
- Mulheres: 814

Densidade demográfica (hab./km²): 19,12
Taxa de alfabetização: 86,1%
Dados do Censo - 2000
Mortalidade infantil até 1 ano (por mil): 18,64
Expectativa de vida (anos): 69,80
Taxa de fecundidade (filhos por mulher): 2,33
Índice de Desenvolvimento Humano (IDH-M): 0,737
- IDH-M Renda: 0,648
- IDH-M Longevidade: 0,747
- IDH-M Educação: 0,815

(Fonte: IPEADATA)

## Política e administração

### Governo
- Prefeito: Marcelo José Bernardo - UNIÃO (2025/2028)
- Vice-Prefeito: Euclides Scriboni Benini

### Vereadores(2025/2028)
- Presidente da Câmara:  Wendel Carlos Friozi Grigolin - PP
- Aleixo Gilberto Da Silva - REPUBLICANOS
- Antônio Roberto Corrêa - PSD
- Eduardo Pedro De Oliveira - PP
- Evandro Antônio Da Silva - REPUBLICANOS
- Fabio Adriani Dos Santos - PSD
- Moisés De Souza - REPUBLICANOS
- Roseli Ferreira Lima Visoná - REPUBLICANOS
- Victor Hugo Barboza Machado - PP[14]

## Infraestrutura

### Comunicações
O sistema de telefones automáticos, assim como o sistema de discagem direta à distância (DDD) com o código de área (0176), foram implantados pela Telecomunicações de São Paulo (TELESP).
Na década de 90 o código DDD da cidade foi alterado para (017), para padronização do sistema telefônico com a telefonia celular que estava sendo implantada em todo o estado.

## Religião
O Cristianismo se faz presente na cidade da seguinte forma:

### Igreja Católica
- A igreja faz parte da Diocese de Jales.[18]

### Igrejas Evangélicas
Entre as igrejas protestantes históricas, pentecostais e neopentecostais, encontram-se na cidade:
- Assembleia de Deus Ministério do Belém.[21][22]
- Congregação Cristã no Brasil.[23]